# 迪克逊 (伊利諾伊州)
迪克遜（英語：Dickerson）是位於美國伊利諾伊州尚佩恩縣的一個非建制地區。該地的面積和人口皆未知。

## 地理
迪克遜的座標為40°19′06″N 88°25′20″W / 40.31833°N 88.42222°W，而該地的平均海拔高度為226米（即741英尺）。